# Велико Тинє
Велико Тинє (словен. Veliko Tinje) — поселення в общині Словенська Бистриця, Подравський регіон‎, Словенія.